# Paul Marmy
Charles Paul Louis Martial Marmy (né le 1er mai 1851 à Strasbourg et décédé le 20 décembre 1897 à Nantes) est un ingénieur et horticulteur français, directeur du Jardin des plantes de Nantes de 1893 à 1897.

## Biographie
Né à Strasbourg en 1851 d’un père officier d’artillerie et d’une mère alsacienne, Paul Marmy étudia au Lycée Impérial. Monsieur Marmy décède en 1863 et Mme Marmy s’installe avec sa famille à Paris en 1866. Paul poursuit ses études au lycée de Versailles.

### La guerre de 1870-1871
À peine ses études terminées, la guerre éclate et Paul sert comme sous-officier puis comme sous-lieutenant au 5e régiment de Lanciers devenu 17e Dragon en 1871. Son courage lui vaut une lettre de compliments de son colonel.

### Ingénieur civil
Après la guerre, il devient ingénieur civil et entre dans les chemins de fer. Il épouse Désirée Géraud de La Faucherie à Nantes en 1880 et fait en sorte que sa belle-sœur Charlotte épouse son ami d’enfance Émile Zimmer, orphelin que Mme Louisa Marmy avait pris en affection et avait aidé de son mieux. Émile Zimmer avait ainsi pu effectuer de brillantes études qui lui permirent de rentrer à Saint-Cyr en 1869.
Noémie Marmy, sa sœur, épouse Roger d'Albignac, également officier.
Paul Marmy occupe les fonctions de chef du matériel lors de la construction de la ligne de chemin de fer (pt) de la Beira Alta au Portugal. À l’issue des travaux, il est décoré par le roi.

### Horticulteur passionné
De retour à Nantes, il s’installe à Grillaud sur la commune de Chantenay-sur-Loire (aujourd'hui quartier nantais) et se met à étudier l’horticulture avec passion. Il participe aux travaux de la Société nantaise d’horticulture et réalise de nombreuses expériences dans son jardin en compagnie de Désirée son épouse, petite-fille de Pierre-Constant Letorzec (explorateur et capitaine au long cours qui ramena de nombreuses plantes de ses voyages et contribua dans les années 1850 à étoffer la collection du Jardin des Plantes). Paul Marmy se passionne pour les techniques d’hybridation et crée des variétés de roses qui lui valent d’être récompensé par quelques médailles et prix.
- Directeur du jardin des plantes (1893-1897)

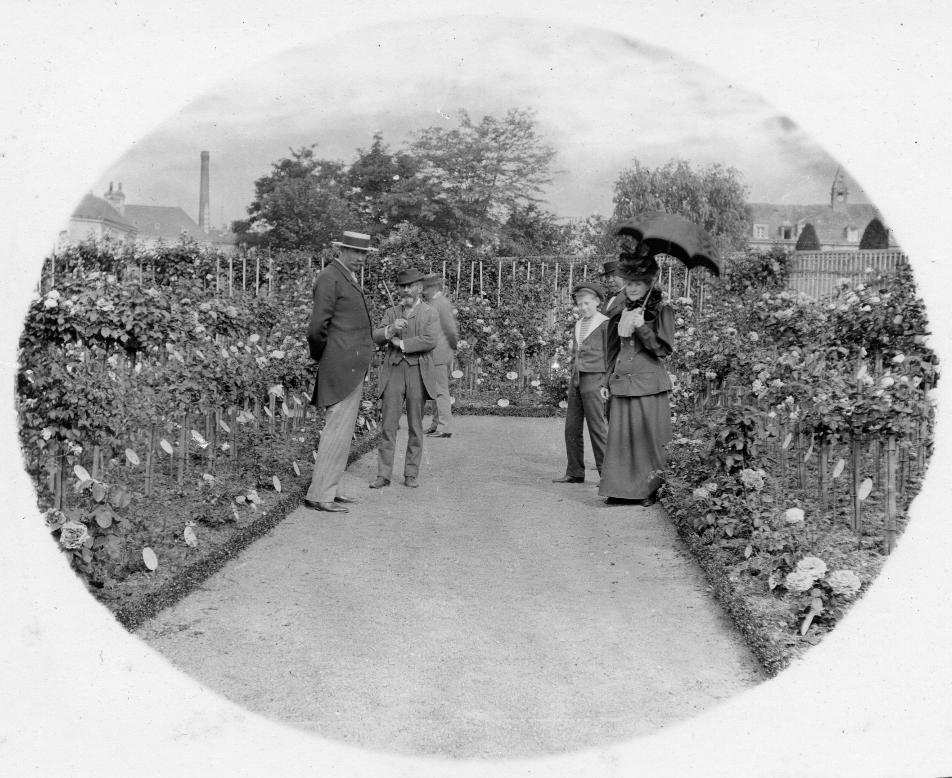
Paul Marmy (à gauche), Charles et Désirée (à droite), Roseraie du jardin des plantes de Nantes le 7 juin 1897.

Bien qu’autodidacte, sa notoriété dans le milieu horticole et ses connaissances lui permettent de se porter candidat avec succès au poste d'« Inspecteur des promenades, Directeur du jardin des plantes de Nantes » le 28 avril 1893.
Son expérience d’ingénieur civil lui sert, après avoir présenté un état des lieux, à organiser la restructuration du Jardin avec une reprise en main du personnel, des comptes, de la production et de l’école d’horticulture. Sa passion pour l’horticulture combinée à une rigueur de gestion et une ambition d’excellence pour le jardin des Plantes porte rapidement ses fruits et le Jardin attire de nombreux visiteurs qui viennent admirer de nouvelles plantes exotiques et la nouvelle roseraie dont Paul Marmy est particulièrement fier. En 1895, fort de ces succès, Paul Marmy obtient de la municipalité que soit construit un palmarium, une serre chauffée où pourront être conservées une collection de plantes tropicales, et que l’orangerie soit restaurée.
Construit en 1896, le palmarium n’est pas à la hauteur de ses espérances. Des vices de construction et des difficultés à constituer une collection attrayante et spectaculaire pour les visiteurs nantais lui procurent quelques inquiétudes.
La ville de Nantes est cependant fière de ses promenades et cours arborés ainsi que de son Jardin restauré. Le mercredi 21 avril 1897 vers trois heures de l’après-midi, Félix Faure, Président de la République, lors de son voyage à Nantes, parcourt le Jardin des Plantes à pied, sous un parapluie, du Lycée au quai de Richebourg (actuelle allée Commandant-Charcot) avant de s’en aller inaugurer le monument érigé aux enfants de la Loire-Inférieure Morts pour la Patrie en 1870 (place Duchesse-Anne).
Paul Marmy s'est soucié de relancer la production et la vente de plants et de fruits ainsi que l'enseignement de l'horticulture. En 1895 il fait imprimer le titre de « Professeur municipal d'arboriculture fruitière » en dessous de sa signature concluant une publication dans laquelle il plaide pour le développement de cette activité au Jardin des plantes. Il met particulièrement en avant   les bénéfices que le savoir et la recherche en arboriculture fruitière pourraient apporter à l'industrie locale, en premier lieu les conserveries.

### Funérailles
Paul Marmy tombe malade en août 1897 et meurt le 20 décembre. Lors de ses obsèques, le corbillard était orné de couronnes offertes entre autres par la Société des horticulteurs dont il était membre honoraire. Derrière suivaient deux gardiens du Jardin des Plantes portant une énorme couronne, puis les membres de la famille du lieutenant-colonel Zimmer entourant Désirée Marmy et le jeune Charles, son fils unique.
Au cimetière, Hippolyte-Étienne Etiennez, maire de Nantes, prononça un discours reproduit dans la presse dans lequel étaient mises en avant la modestie et l’amabilité de Paul Marmy :
« Il nous a été donné, depuis 1893, d’apprécier et le talent du savant horticulteur que nous venons de perdre et l’aménité de son caractère et la sûreté de ses relations. 
Cet homme si grand, si fort physiquement, était comme presque tous les hommes de cette trempe, la douceur même. »
Le maire de Nantes indiqua de plus que Paul Marmy laissait une œuvre complète qu’il ne restait qu’à entretenir. Ce n’était pas un compliment de circonstance mais bien une juste description de la réalité. Avec la fin des travaux pour l’orangerie en 1900, le Jardin des Plantes fut en quelque sorte achevé.

## Décorations
Paul Marmy était :
- chevalier de l’ordre du Mérite agricole.
- chevalier de l'Ordre du Christ, Portugal.

## Son œuvre

### Contributions diverses
1895
- rapport sur la fructification observée au jardin botanique du ginkgo biloba.
- auteur de : Index seminum Horti botanici namnetum

Paul Marmy baptisa la variété de lilas Syringa vulgaris macrostachya carnea.

### Variété de rose créée
- "Madame Paul Marmy" (1884)- hybride provenant de "Gloire de Dijon" et qui ne se différencie de "Mlle Marie van Houtte" que par les fleurs qui sont plus grandes et plus larges et par la couleur plus lumineuse.
- "Baron de Girardot" (1885) -  hybride remontant. Rouge éclatant.

## Sources
- Archives municipales de la ville de Nantes, série O (sous-série 1O "espaces verts"), en particulier 10 16132